# 2e régiment du matériel
Pour les articles homonymes, voir 2e régiment.

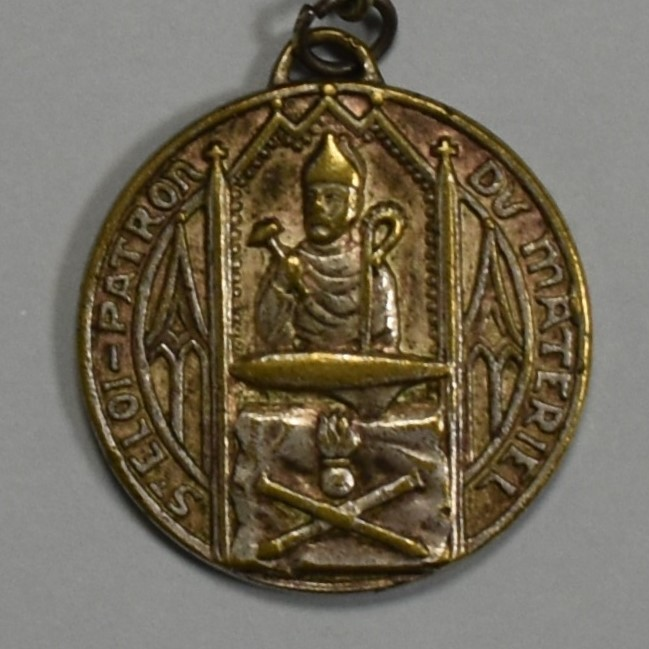
Saint Eloi Patron du Matériel

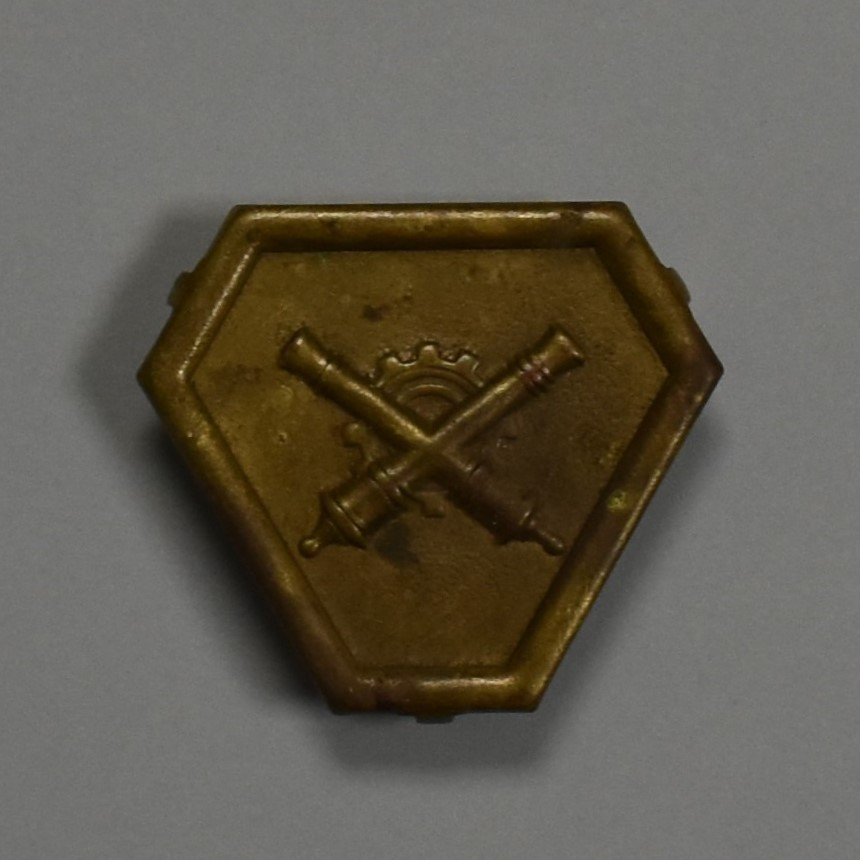
Insigne du Matériel 1943

Le 2e régiment du matériel (2e RMAT) est un régiment d'élite de soutien de l'Armée de terre française.
Composé de 690 hommes et femmes, il réunit 2 domaines d'activité : la maintenance et la logistique.

## Repères historiques

### Le2erégiment du matérielà Fribourg
Le 2e régiment du matériel est créé le 1er juillet 1985 à Fribourg-en-Brisgau en Allemagne à partir du 203e groupement réparation mobilité de corps d'armée de Villingen et Fribourg, du 53e groupement réparation mobilité d'Offenbourg et Fribourg, de la 603e compagnie d'appui et de réparation des matériels de Teningen et du  730e groupement munitions de Stetten et Friedrichshafen.
- Site principal de Fribourg :
  - état-major et compagnie de commandement et de soutien ;
  - 4e compagnie munitions (avec des dépôts de munitions à Offenbourg, Kenzingen et Stetten).
- Site d'Offenbourg : 
  - 1re compagnie de soutien électronique (avec des détachements à Fribourg et  Friedrichshafen).
- Site de Teningen :
  - 3e compagnie approvisionnements.
- Site de Breisach :
  - 2e compagnie de soutien multi-technique.

Le régiment assure le soutien des formations stationnées en zone sud des Forces françaises en Allemagne de 1985 jusqu'à sa dissolution le 31 juillet 1992.
Il accueillait principalement des militaires du rang pour y effectuer leurs classes et leur service militaire obligatoire d’une durée de 12 mois. Les appelés du contingent à cette époque viennent essentiellement de zones géographiques de l’Est de la France, la zone "Saône", du Jura, des Alpes et du sillon rhodanien.
La portion centrale du régiment occupait le Quartier Chaudessole à Fribourg. Le site est inoccupé à la suite de la dissolution du 2e RMAT en 1992 puis est reconverti en écoquartier.

### Le2erégiment du matérielà Bruz de1999à 2016
Le 2e régiment du matériel est recréé le 1er juillet 1999 à Bruz à partir des établissements du matériel (ETAMAT) de Bruz, de Vannes, d'Aubigné-Racan et du Mans. Tout comme l'ETAMAT de Bruz soutenait les unités de la 9e division d'infanterie de marine, le 2e RMAT soutient lui aussi les régiments de la 9e brigade d'infanterie de marine.
Site principal de Bruz :
- état-major et compagnie de commandement et de logistique ;
- 2e compagnie de maintenance mobilité (avec des détachements à Auvours et Fontevraud) ;
- 3e compagnie de maintenance électronique armement ;
- 4e compagnie des approvisionnements ;
- 12e et 15e groupements de maintenance électronique armement.

Site d'Angers :
- poste de commandement de bataillon projetable ;
- 1re compagnie de maintenance mobilité (avec des détachements à Vannes, Souge et Lagord).

Site de Vannes :
- 11e groupement multi-technique.

Site du Mans :
- 13e groupement multi-technique.

En 2005, le 15e groupement de maintenance électronique armement (15e GMEA) est rattaché à la 12e base de soutien du matériel. Le 2e RMAT intègre les détachements munitions de Salbris et Coëtquidan.
En 2010, le détachement du matériel de Poitiers est rattaché au 2e RMAT. Le régiment retrouve également le 15e GMEA qui fusionne avec le 12e GMEA.
En 2011, les compagnies munitions des régiments du matériel rejoignent le nouveau Service interarmées des munitions.
Après avoir appartenu à la 2e brigade logistique de 1999 à 2008, puis au Service de la maintenance industrielle terrestre à compter de 2009, le 2e régiment du matériel est subordonné au commandement de la maintenance des forces depuis 2016. Le détachement du Mans est alors rattaché à la 12e base de soutien du matériel.

### Le2erégiment du matérielà Bruz de2016à aujourd'hui

#### En France
En 2020, le régiment comporte une portion centrale à Bruz et deux détachements à Poitiers et Saint-Jacques-de-la-Lande. Il soutient la 9e brigade d'infanterie de marine, les écoles militaires d'Angers, de Cesson-Sévigné, de Coëtquidan et de Saumur ainsi que le 2e régiment de dragons et le 515e régiment du train.

#### Opérations militaires extérieures (OPEX)

Opération Barkhane - MALI

Depuis 2017, le 2e régiment du matériel est présent sur plusieurs théâtres d'opérations :
- 2017 : l'opération Chammal en Irak [3]
- 2018 :  L'opération Daman au Liban ainsi que l'opération Lynx en Pologne, Estonie, Lettonie et Lituanie[4]
- 2019 :Entre février et mai 2019, le régiment assurait le soutien logistique de l'opération Barkhane au Mali[5].
- 2020 : Les opérations Daman et Lynx
- 2021 : L'opération Barkhane

### Les différents chefs de corps du régiment actuel
- Depuis 2023 : Col. Emeric Bozano
- 2021-2023 : Col. Mathieu Novotny[7]
- 2017-2019 : Col. Alain Messager[8]
- 2017-2019 : Col.  Xavier Janny
- 2014-2017 : Col. Jean-Marc Blanchard
- 2012-2014 : Col. Jérôme de Roquefeuil
- 2010-2012 : Col. Richard Ohnet
- 2008-2010 : Col. Thierry Lasserre
- 2006-2008 : Col. Eric Pelatan
- 2004-2006 : Col. François Thiefin
- 2002-2004 : Col. Franck Sutter
- 2000-2002 : Col. Joël Moinard
- 1999-2000 : Col. Jean-Claude Réquillard
- 1989-1992 : Lcl. Gérard Fuchs
- 1987-1989 : Lcl. Reich
- 1986-1987 : Col. Tabourot
- 1985-1986 : Lcl. Tabourot

## Organisation
Site principal de Bruz :
- compagnie de commandement et de logistique ;
- 2e compagnie de maintenance mobilité ;
- 3e compagnie de maintenance électronique armement ;
- 6e compagnie : unité d'intervention de réserve.
- 16e compagnie : unité d'intervention de réserve.

Site de Poitiers :
- 5e compagnie de maintenance mobilité.

Site d'Angers :
- 1re compagnie de maintenance mobilité.

Site de Saint-Jacques-de-la-Lande :
- 4e compagnie d'approvisionnements.

## Missions

Réparation d'un Véhicule de l'avant blindé (VAB)

- Assurer la maintenance opérationnelle (réparations et approvisionnement) des unités du Grand-Ouest notamment la 9e brigade d'infanterie de marine ;
- Projeter en opérations extérieures (Sahel, Liban, Centrafique, Côte d'Ivoire, etc.) en missions de courte durée (DOM-COM) et en opérations intérieures (Sentinelle) des modules allant jusqu'au niveau bataillon.

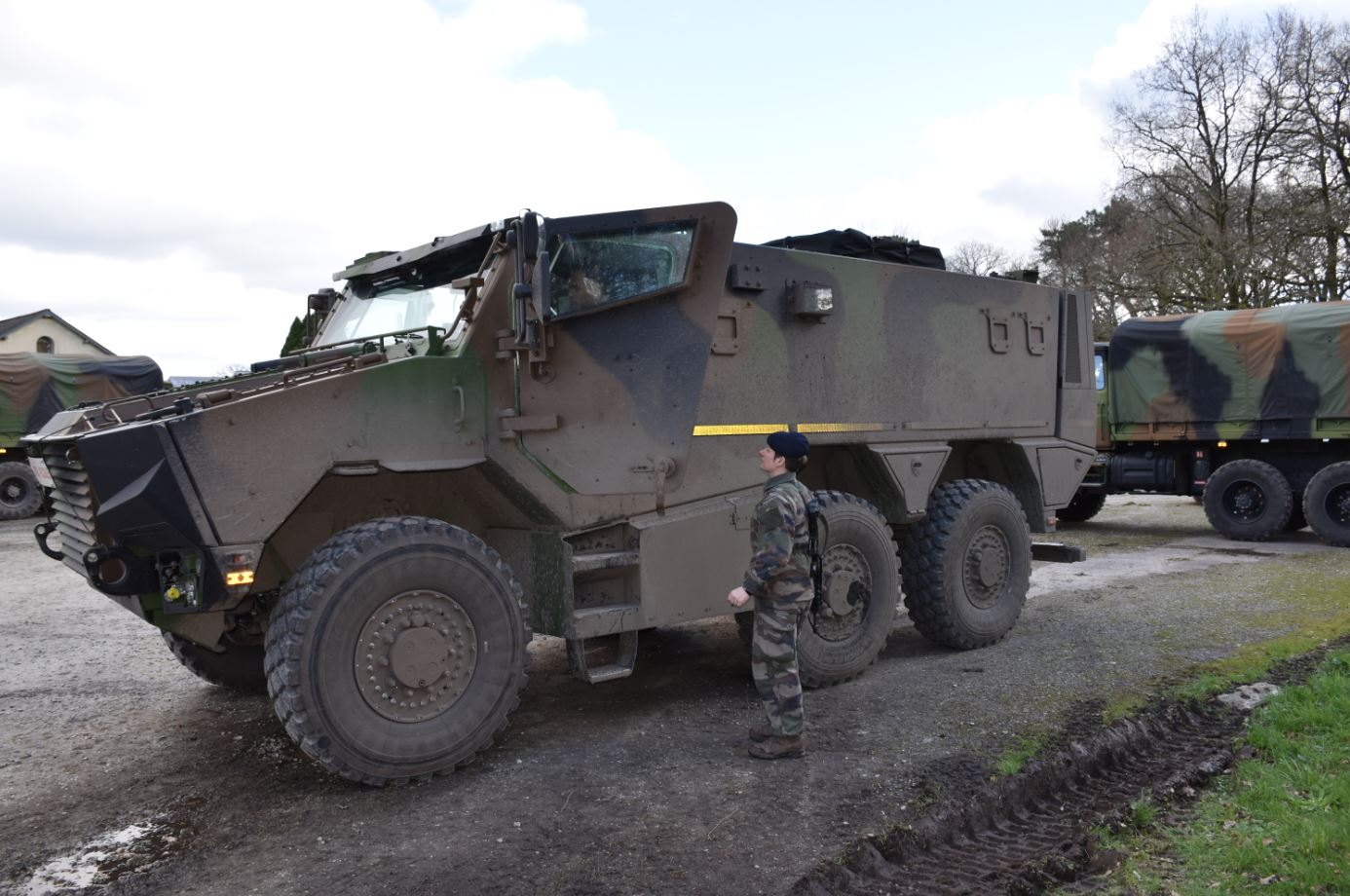
GRIFFON véhicule de la génération SCORPION soutenu par le 2e RMAT

## Particularité
- 2021 : Premier régiment du Matériel à intégrer le soutien des matériels SCORPION.

## Moyens matériels actuels
Pour accomplir les missions qui lui sont confiées, le 2e RMAT dispose de moyens matériels dédiés spécifiques. Ils sont composés de :
- TRM 10 000 CLD (camion lourd de dépannage) : véhicule d’intervention lourd utilisé pour le dépannage et le remorquage des véhicules tels que le VAB dans des terrains difficiles d’accès ;
- PPLD Porteur Polyvalent Lourd Dépannage ;
- Kerax Camion Lourd de dépannage ;
- PPLOG Porteur Polyvalent Logistique équipé de système de chargement;
- GBC 180 : camion extrêmement maniable doté de six roues motrices, unité très modulaire qui permet de transporter aussi bien des troupes que du matériel dans les terrains les plus accidentés. Sa puissance et sa hauteur de caisse lui permettent de gravir des pentes à 30 % et des gués jusqu’à 1,20 m ;
- AMD ou abris mobile déployable : vaste tente qui se monte et se démonte rapidement. On l’utilise généralement pour y installer un centre opérationnel (PC délocalisé de campagne) ;
- Transtockeur : la 4e compagnie d’approvisionnement du régiment est dotée de deux robots qui répertorient, classent et stockent toutes sortent de pièces détachées. Ils sont contrôlés par une interface numérique qui permet de faire face rapidement à une situation mécanique défectueuse.
- Engin porte-char (EPC)
- MANITOU (MLT 625 H75) : chariot élévateur particulièrement adaptés aux travaux de magasinage.

## Insigne

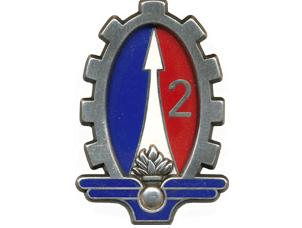
Insigne du 2e RMAT

- Homologation : G3283 le 17 avril 1985.
- L'insigne du régiment reprend celui du 2e corps d'armée. À sa création, le 2e RMAT soutenait les formations du 2e corps d'armée qui était alors stationné en Allemagne ;
- Le chiffre 2 se situe dans la partie droite de l'insigne ;
- Description : Roue dentée d'argent en perspective centre tiercé en ente d'azur, d'émail blanc fléché en chef et de gueules au chiffre 2 d'argent. Le tout soutenu par un essieu d'azur à une grenade à 9 flammes d'argent.

Entrainement à la Technique d'intervention opérationnelle rapprochée (TIOR)

## Sources et bibliographie
- (fr) Quartier Vauban de Fribourg-en-Brisgau : La reconversion d'un site militaire rendu à l'Allemagne en 1992 en écoquartier avec la conservation de 12 bâtiments de l'ancienne caserne[9].
- (fr) Fédération nationale des anciens des Forces françaises en Allemagne et en Autriche (FNAFFAA) : Site officiel.
- (de) Le quartier Vauban actuel : Stadtteil Vauban, Freiburg.
- (de) Liste des bases militaires étrangères fermées en Allemagne (de)
- (de) Liste des places et bases militaires de la zone française en Allemagne (de)
- (fr) Article publié le 19/09/2015 Ouest France - Bruz. Le 2e régiment du matériel fête ses 30 ans aujourd'hui
- (fr) Vauban – le Pilote Quartier de Fribourg